# NGC 7455
NGC 7455 (również PGC 70246) – galaktyka spiralna (Sa), znajdująca się w gwiazdozbiorze Ryb. Odkrył ją Lewis A. Swift 14 października 1884 roku.